# James Spence Medal
Die James Spence Medal ist die höchste Auszeichnung des Royal College of Paediatrics and Child Health (RCPCH). Sie wird jährlich an Personen in Großbritannien oder dem britischen Commonwealth für Leistungen in Pädiatrie (klinisch oder sozial), Öffentliche Gesundheit, Klinischer Wissenschaft, Epidemiologie oder Familienpraxis verliehen.
Der Empfänger erhält die Gesammelten Werke von James Calvert Spence (1892–1954), einem Pionier der Sozial-Pädiatrie, Arzt am Newcastle General Hospital und der Royal Victoria Infirmary in Newcastle upon Tyne und Gründungsmitglied der British Paediatric Association.

## Preisträger
Jeweils mit Informationen aus der Laudatio:
- 1960 Alan Moncrieff für die erste Frühgeborenen-Station 1947
- 1961 Robert McCance für die Veröffentlichung des britischen Standardwerks The Chemical Composition of Foods (1940), Basis von Nahrungsmittelzuteilungen in Großbritannien im Zweiten Weltkrieg und erstmals Kreide enthaltend für die Zufuhr von Kalzium.
- 1962 nicht verliehen
- 1963 Frank Macfarlane Burnet für seine Forschungen in Immunologie und Virologie
- 1964 Lionel Penrose für wichtige Beiträge zur Humangenetik und umfangreiche Forschungen zum Down-Syndrom und mentalen Defiziten.
- 1965 Cicely Williams für ihre Entdeckung von Kwashiorkor, einer Ernährungskrankheit in Accra und ihre Erkenntnis, das Fehlernährung häutiger durch Unkenntnis als durch Armut verursacht wird.
- 1967 Robert Royston Amos Coombs für die Entwicklung des Coombs-Tests (1945), der unvollständige Antikörper bei der Autoimmunkrankheit der hämolytischen Anämie feststellt und zu den Standard-Bluttests auf Inkompatibilität for Transfusionen gehört.
- 1968 Mary Sheridan für Forschungen zu Verzögerungen in der Sprachentwicklung bei Kindern und Hörstörungen und die Entwicklung der STYCAR-Tests. Donald W. Winnicott für die Entwicklung der primären mütterlichen Präokkupation (primary maternal preoccupation), des Übergangsobjekts und des therapeutischen Interviews.
- 1969 Geoffrey S. Dawes für Forschung zur Verteilung und Kontrolle im Kreislauf von Foeten in ungeborenen Lämmern, die ihn zum international führenden Experten für neonatale Physiologie machten.
- 1970 Douglas Vernon Hubble für Forschung in pädiatrischer Endokrinologie
- 1971 Wilfrid Payne für die Entwicklung von Flammenphotometrie und Chromatographie, Enzymologie, Fettgleichgewichte und das Zählen von Chylomikron, Gastroenteritis, Kalzium- und Phosphat-Stoffwechsel, Zöliakie und fibrozystische Erkrankungen.
- 1972 Ronald Charles MacKeith für die Eröffnung der ersten Klinik für Infantile Zerebralparese (1964), die Gewinnung von Anerkennung für pädiatrische Neurologie und die Gründung der British Paediatric Neurology Association samt Gründung des and Journal of Developmental Medicine & Child Neurology.
- 1973 Cyril Astley Clarke für Pionierforschung zur Prävention der Rhesusfaktor-Krankheit bei Neugeborenen.
- 1974 Edward John Bowlby für Forschung zu Zuneigung (attachement) und die Formulierung einer Zuneigungs-Theorie.
- 1975 kein Preis
- 1976 Douglas Gairdner für eine Reihe von Forschungsarbeiten in Neonatologie zu einer Zeit, als diese sich in Entwicklung befand als vielleicht eine der ergebnisträchtigsten Anwendungen allgemeiner Physiologie in der Patientenversorgung und seine Rolle als Herausgeber von Recent Advances in Paediatrics und danach der Archives of Disease in Childhood, wobei er Letztere in eine Zeitschrift von internationalem Ruf mit hohen Standards für Inhalt und Präsentation verwandelte.
- 1977 Ronald Stanley Illingworth, der größtenteils für die Einführung von Pädiatern in Großbritannien in den frühen bis mittleren 1940er Jahren war
- 1978 Seymour Donald Mayneord Court für seine Erfolge auf dem Gebiet von Atemwegserkrankungen und Epidemiologie von Krankheiten von Kindern, und seine führende Rolle Anstöße für Debatten bei der British Paediatric Association (BPA) und ihren Diensten zu geben.
- 1979 Kenneth William Cross für seine grundlegenden Beiträge zur Physiologie Neugeborener mit besonderer Relevanz für die pädiatrische Praxis.
- 1980 James Mourilyan Tanner für die Entwicklung der Tanner-Skala und Forschung über das Wachstum von Kindern, die zur Harpenden Longitudinal Growth Study führte.
- 1981 Elsie Widdowson für kritische Forschung zur Ernährung, einschließlich der Zusammensetzung der Nahrung, Unterernährung, Erfordernisse in der Ernährung von Föten und Neugeborenen sowie für die Aufsicht der staatlichen Zugabe von Vitaminen und der Rationierung im Zweiten Weltkrieg in Großbritannien.
- 1982 Dermod MacCarthy für die Einrichtung einer pädiatrischen Station am Stoke Mandeville Hospital und Forschung für gemeinsame Störungen der Kindheit und des Wachstums bei benachteiligten Kindern.
- 1983 John Oldroyd Forfar für die Etablierung einer modernen Versorgung für Neugeborene in Edinburgh, für produktive Beiträge zur pädiatrischen Literatur und die Ausbildung einer großen Anzahl von Kinderärzten.
- 1984 James W. Bruce Douglas für die Gründung des National Survey of Health and Development.
- 1985 Neil Simson Gordon für Forschungen zur pädiatrischen Neurologie und Krankheiten wie Zerebralparese, chronische Behinderungen, Epilepsie, Sprachstörungen und Lernschwierigkeiten. Er war einer der Ersten, der multidisziplinäre Assessment-Center für Kinder initiierte.
- 1986 John Peter Mills Tizard für wichtige Forschung in Neonatologie und pädiatrische Neurologie.
- 1987 John Lewis Emery dafür, dass er einer der Gründungsväter der pädiatrischen Pathologie in Großbritannien war und für Forschung in Hämatologie, Entwicklungs-Anatomie, angeborene Deformationen, speziell Hydrocephalus, und ungeklärte Todesfälle von Kindern.
- 1987 Frederick John William Miller für die Entwicklung der Versorgung von Frühgeborenen zu Hause.
- 1988 Otto Herbert Wolff dafür, dass er einer der ersten Pädiater in Großbritannien war, die eine Klinik für übergewichtige Kinder eröffneten, für Forschung zu Fetten im Plasma und als Pionier von Techniken der Lipoprotein-Elektrophorese mit Harold Salt. Später forschte er zu Fettstoffwechsel-Störung in der Kindheit als Ursachen koronarer Arterienkrankheiten und seine Identifizierung der seltenen Abetalipoproteinämie (1960).
- 1989 David Cornelius Morley für seine Umwälzung des Zugangs zur Gesundheitsfürsorge von Kindern in Entwicklungsländern. Er zeigte, dass die Kindersterblichkeit um über 80 Prozent reduziert werden kann – nicht durch die Einführung moderner Medizin und den Bau von Hospitälern, sondern durch Wissensvermittlung und die Nutzung lokal vorhandener Ressourcen.
- 1990 Leonard B. Strang für Beiträge zu ersten Berichten über Harlekinismus und Katecholamin-Sekretion in Neuroblastomen und dafür, dass er über zwei Jahrzehnte ein Team leitete zur Untersuchung des Lungengefäßsystems in der perinatalen Perioden (also der Zeit um die Geburt) und der zentralen Rolle, die Sekretion von flüssigkeitsgefüllten Lungen in der Lungenentwicklung spielen und bei der Vorbereitung der Geburt.
- 1991 John Allen Davis für bedeutende Forschungsbeiträge zur Physiologie von Neugeborenen und speziell für das Verständnis von Apnoe in der neonatalen Periode.
- 1992 Richard Worthington Smithells für Forschung zu Defekten im Neuralrohr, Register zu erblichen Abnormalitäten, genetische Beratung, Röteln während der Schwangerschaft und später für den Vorschlag der direkten Untersuchung von Föten mit Ultraschall-Fotografie.
- 1993 June Lloyd für Untersuchungen zur Ernährung, speziell der Rolle des Fettstoffwechsels bei Gesundheit und Erkrankungen von Kindern, was zu damals neuartig und schwer zu untersuchen war. Sie fand, dass die seltene Stoffwechselkrankheit oQ-Betalipoproteinämie durch Gabe von Vitamin E vermieden werden kann.
- 1994 Osmund Royle Reynolds für die Einführung neuer Techniken zur Verbesserung der Überlebensrate von Neugeborenen, speziell solchen mit Atemwegsversagen, und für eine Reihe von Veröffentlichungen über den Wert von Techniken wie Ultraschallbildgebung, Kernspinresonanz-Spektroskopie und Spektroskopie im nahen Infrarot für die Bestimmung von Entwicklungsstand und Verletzungsreaktionen des kindlichen Gehirns nach der Geburt.
- 1995 Richard H. R. White für die Entwicklung der Technik der perkutanen renalen Biopsie in Verbindung mit Lokalanästhesie und für spätere Forschungsbeiträge zu Nierenerkrankungen. Er war einer der vier Nierenpathologen der International Study of Kidney Disease in Children.
- 1996 David Hull insbesondere für eine Arbeit im Journal of Physiology von 1963 mit Michael Dawkins über braunes Fett, eine der Adipositas ähnliche Struktur im Gewebe von Tieren im Winterschlaf und menschlichen Neugeborenen.
- 1997 Barbara Ansell für herausragende Beiträge zum Erkenntnisfortschritt der Pädiatrie, speziell der Definition chronischer Gelenkstörungen und der Verbesserung des Umgangs mit diesen.
- 1998 Forrester Cockburn für Forschung in fötaler und neonataler Ernährung und Biochemie von deren Gehirn, erblichen Stoffwechselerkrankungen und der Ethik von pädiatrischer Forschung.
- 1999 David Harvey für die Ausbildung von Ärzten in neonataler Medizin zu einer Zeit, als dies noch keine offizielle Spezialisierung war und für die Befürwortung von Forschung auf damals vernachlässigten und als irrelevant angesehenen Gebieten.
- 1999 Roy Meadow für die Einrichtung eines überregionalen pädiatrischen Nephrologie-Dienstes und für die Entdeckung der heute factitious disorder genannten als Münchhausen-Syndrom bekannten Krankheitsbildern.[2]
- 2000 Hugh Jackson für Forschung zur Prävention von Verletzungen bei Kindern, was zur Entwicklung von kindgerechten Behältern führte, und zur Verhinderung des Verschluckens von Schreibkappen durch Kinder.
- 2001 Peter M. Dunn für die Einführung der CPAP-Beatmung (Gregory Box) in Großbritannien (1971) und Forschung zu erblicher Hüft-Dislokation und die Anpassung von Föten an das Leben außerhalb des Uterus.
- 2002 Martin Barratt für den Aufbau eines speziellen Dienstes zur Behandlung von Kindern mit Nierenerkrankungen in Großbritannien, wobei er ein interdisziplinäres Behandlungskonzept entwickelte, das weltweit von vielen anderen Zentren übernommen wurde. Seine Forschung führte zur Verbesserung des Verständnisses und der Behandlung vieler verbreiteter Nierenkrankheiten bei Kindern.
- 2003 Catherine Peckham für Forschung zur Epidemiologie von Infektionskrankheiten speziell während der Schwangerschaft und frühen Kindheit, Immunisierung und Überwachung der Gesundheit von Kindern.
- 2004 David Hall für eine Veröffentlichung mit Gillian Baird über die Rolle der Grundversorgung bei der Identifizierung von Entwicklungsproblemen was zu einem der ersten Versuche der Anwendung eines evidenzbasierten Zugangs für die medizinische Praxis bei Kindern führte. Lewis Spitz für die Konzentration auf die Notlage von Kindern mit Zerebralparese und anderen Erbkrankheiten, deren vorderer Dünndarm und dessen Funktion deren Essfähigkeiten vorgaben. Er zeigte, dass eine geeignete chirurgische Therapie ihre Lebensqualität verbessern kann. Außerdem für Umgang mit und Behandlung zusammengewachsener Zwillinge, was ihn zu einer international gefragten Autorität auf diesem Gebiet machte.
- 2005 Cyril Chantler für die Entwicklung einer Methode zur Messung der Nierenfunktion bei Kindern (mit Norman Veale) und spätere Forschung zu Diät und Wachstumsproblemen bei Kindern mit gestörter Nierenfunktion.
- 2006 Alan Lucas für die Gründung des Child Nutrition Research Centre und die Initiierung der ersten Interventionsversuche für die langzeitige Prägung durch frühkindliche Ernährung in Hinblick auf Gesundheit und Entwicklung. Jo Sibert für ihre großen Beiträge zur pädiatrischen Forschung und als internationale Expertin für Kinderschutz.
- 2007 Victor Dubowitz für die Entwicklung zweier klinischer Tests zusammen mit seiner Ehefrau Lily Dubowitz, den Dubowitz Score des Gestations-Stadiums und einen Test zur systematischen neurologischen Untersuchung Neugeborener.
- 2008 Alan Craft als Teil der Children's Cancer Study Group, seiner Führungsrolle in der pädiatrischen onkologischen Forschung, speziell klinische Forschung zu Knochentumoren und Epidemiologie, was zu einer onkologischen Forschungseinheit für aetiologische Studien durchführte, speziell zur Rolle von Bestrahlung auf die Entwicklung von Krebs in der Kindheit.
- 2009 Neil McIntosh als Hauptautor eines zentralen Dokuments für ethische Standards in der Pädiatrie, einschließlich der Frage des Abbruchs der Intensivstations-Behandlung bei Neugeborenen.
- 2010 Malcolm Levene als internationale Führungspersönlichkeit in fötaler und neonataler Neurologie mit Schwerpunkt perinataler Gehirnverletzung.
- 2011 Andrew Wilkinson als internationaler Experte in Neonatologie und Leitautor der Pflegestandards der NICU und NICE für Retinopathie bei Frühgeburten, und Anthony Costello für seine Arbeit zur Verbesserung der Überlebensrate von Mutter und Neugeborenen in armen Bevölkerungsschichten in Entwicklungsländern.
- 2012 Sheila Shribman für die erfolgreiche Integration der Behandlung von Kindern in Hospitälern, in Kommunen und im Umfeld psychischer Gesundheit, wobei sie eng mit lokalen Diensten zusammenarbeitete.
- 2013 Albert Aynsley-Green für Forschung in pädiatrischer Endokrinologie und für sein Eintreten für die Idee der Rechte von Kindern.
- 2014 Ieuan Hughes für langzeitige Forschung zu Störungen in der Geschlechtsentwicklung (englisch Disorders of Sex Development), die Errichtung eines der größten Datenbasen zu DSD-Fällen und die Veröffentlichung eines Behandlungsstandards.
- 2015 David Dunger für Forschung zur Pathogenese von Typ-1-Diabetes und seiner Komplikationen, perinatalen Ursachen des Risikos von Übergewichtigkeit und Typ-2-Diabetes und für experimentelle Medizin.
- 2016 Terence Stephenson für die Führungsrolle bei der RCPCH bei Etablierung von zehn nationalen britischen Standards.
- 2017 Anne Greenough für Forschung in klinischer und akademischer Neonatologie über Arbeiten zum Ursprung, den Markern und der Behandlung chronischer Lungenkrankheiten nach vorzeitiger Geburt.
- 2018 Frances Cowan für ihre Beiträge zur klinischen und akademischen perinatalen Neurologie.
- 2019 Alan Emond für Forschung zur Verletzungen bei Kindern und Jugendlichen, Epidemiologie und Auswertung von Daten des Gesundheitsdiensts und die Avon Longitudinal Study of Parents and Children.
- 2020 Catherine Law für Forschung in pädiatrischer Epidemiologie und Öffentlicher Gesundheit bei Kindern, für Forschung über die Entwicklung kardiovaskulärer Risikofaktoren bei Kindern, physischem Wachstum und Ungleichgewichten bei der Ernährung von Kindern und die Verwendung der Forschung in der Gesundheitspolitik.
- 2021 Henry Halliday für Forschung zur Neonatologie, für die Zusammenführung von zwei der größten Multicenter-Untersuchungen zur Prävention und Therapie einer Anzahl neonataler Atemwegserkrankungen, für die Veröffentlichung des Handbuchs und internationalen Standardwerks Neonatal Intensive Care und für den Durchbruch in der Entwicklung eines neuen Lungen-Surfactanten.
- 2022 Imtiaz Choonara für seine Beiträge zur Verbreitung pädiatrischer Forschungsergebnisse. Andrew Pollard für seine überlappenden Beiträge zu Kinderheilkunde, Impfmedizin und Public Health
- 2023 David Edwards für seine Beiträge zur Neonatologie, insbesondere zur Hypothermie bei Frühgeborenen
- 2024 Andrew Bush für seine Beiträge zur pädiatrischen Pneumonologie